# As Fenícias (Sêneca)
As Fenícias  (Phoenissae) é uma tragédia escrita pelo tragediógrafo e filósofo estoico latino Lúcio Aneu Sêneca e baseada na tragédia homônima de Eurípides.

## Traduções e estudos em língua portuguesa
Em 2012 foi apresentada, sob a orientação do professor Márcio Thamos, uma dissertação Dissertação ao Programa de Pós-Graduação em Estudos Literários da Faculdade de Ciências e Letras da Universidade Estadual Paulista “Júlio  de  Mesquita  Filho”, UNESP, contendo um estudo introdutório e a tradução da tragédia de Sêneca. 